# Revuelta de Gante (1539)

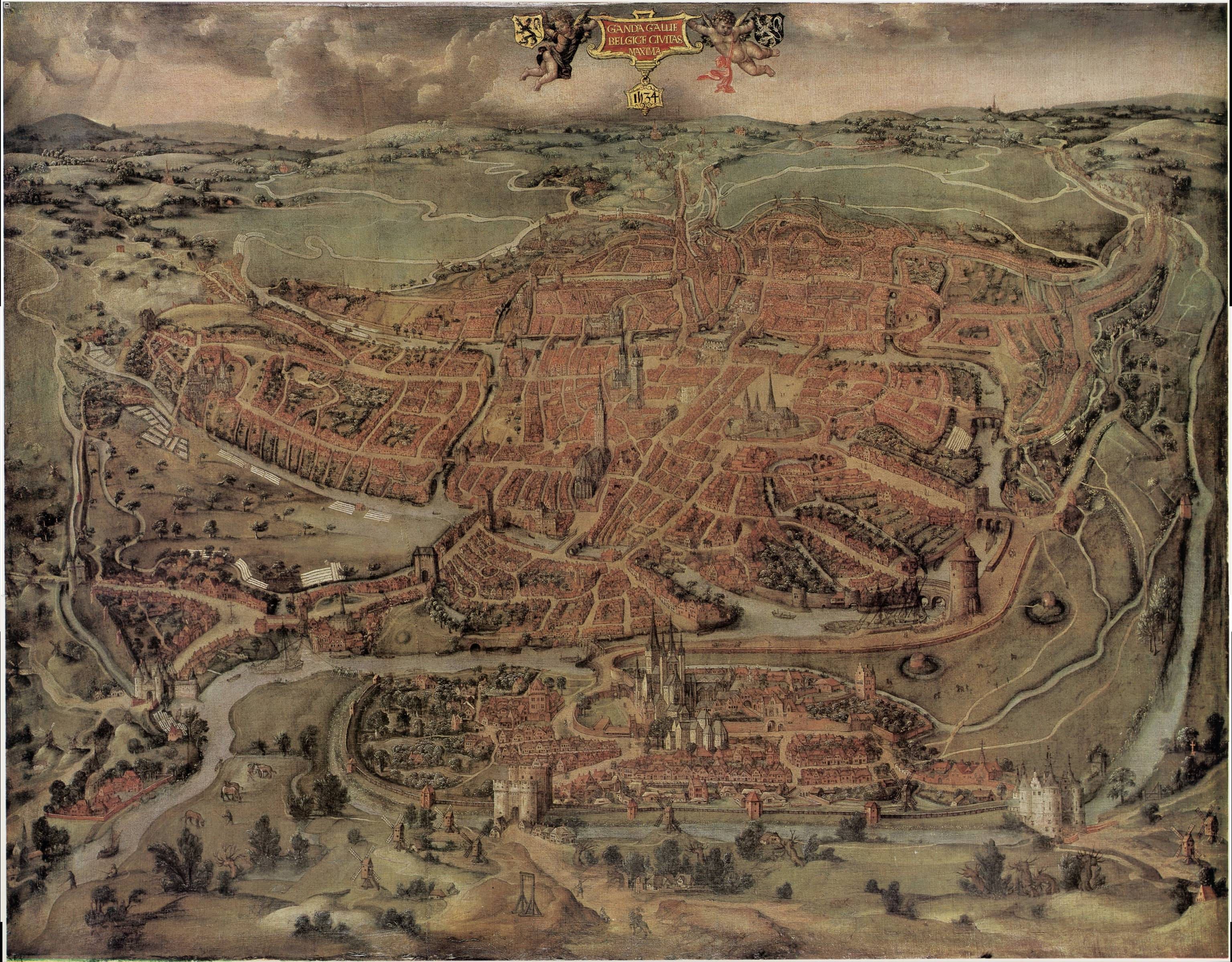
Pintura de Gante hecha en 1534.

La revuelta de Gante fue una insurrección del pueblo de Gante contra el Emperador del Sacro Imperio Romano Germánico y rey de España Carlos I en 1539. La insurrección fue una reacción a los altos impuestos, que los flamencos sintieron que sólo se usaban para llevar a cabo guerras extranjeras (en particular, la guerra italiana de 1536-1538). Los rebeldes se rindieron sin pelear cuando Carlos marchó con su ejército a la ciudad al año siguiente. Carlos humilló a los rebeldes desfilando a sus líderes en camisetas con sogas alrededor de sus cuellos. Desde entonces, los ciudadanos de Gante se llaman informalmente a sí mismos como «portasogas».

## Antecedentes
En aquella época, Gante se encontraba sujeta al imperio de Carlos,emperador del Santo Imperio Romano Germánico y rey de España, aunque era su hermana, María de Hungría, quien gobernó realmente la región como regente. Gante fue en el Circunscripción de Borgoña del Sacro Imperio Romano. Gante y los Países Bajos en general eran un centro internacional de comercio e industria y por lo tanto una importante fuente de ingresos. Gante tenía una población de 40 000 a 50 000 personas.
En 1515, Carlos impuso a Gante el edicto Calfvel, que, entre otras cosas, prohibió a los gremios seleccionar sus propios decanos.
En 1536, Carlos fue a la guerra con el rey de Francia, Francisco I, para el control del norte de Italia (la Guerra italiana de 1536-1538). Carlos pidió a María que recaudara dinero y reclutas de las provincias holandesas. A finales de marzo de 1537, María declaró una recaudación de 1,2 millones de florines y un ejército de 30.000 conscriptos junto con municiones y artillería. Flandes tendría que pagar un tercio del dinero; se pidió a Gante que contribuyera 56.000. Gante ya estaba muy endeudado debido a las multas impuestas por sus gobernantes en el siglo anterior. Gante también tenía lucrativos lazos comerciales con Francia.
Gante se negó a pagar los impuestos sobre la base de que los antiguos pactos con los gobernantes anteriores significaba que no se podía imponer ningún impuesto sobre Gante sin su consentimiento, aunque sí ofrecían suministrar tropas en lugar de dinero. María trató de regatear con los líderes de Gante, pero Carlos insistió firmemente en que Gante pagará su parte sin condiciones.
De las cuatro provincias holandesas, Gante fue el único en rechazar los nuevos impuestos. Cuando las otras provincias holandesas se negaron a apoyar Gante, Gante secretamente ofreció su lealtad a Francisco a cambio de la protección contra Carlos. Francisco rechazó la petición de Gante porque Carlos había insinuado que podría darle el control sobre Milán cuando abdicó (esto no sucedió). Francisco parecía pensar que la buena voluntad de Carlos era más valiosa que la lealtad de Gante, y rechazó así la petición de Gante.
A principios de 1539, Gante lanzó un fastuoso festival retórico. La fastuosidad del festival enfureció a los funcionarios de Carlos porque Gante afirmó que no podía pagar sus impuestos.
En julio de 1539, se difundieron rumores de que algunos regidores habían manipulado documentos de los archivos de ciudad que legitimaron la autonomía de Gante. En particular, los gremios se molestaron por el supuesto robo de «la Compra de Flandes», un documenteo legendario de un conde flamenco que supuestamente le dio a a Gante el derecho de rechazar toda imposición. Los gremios creían que el pasado de su ciudad y sus derechos habían sido alterados y mal representados.

## La revuelta

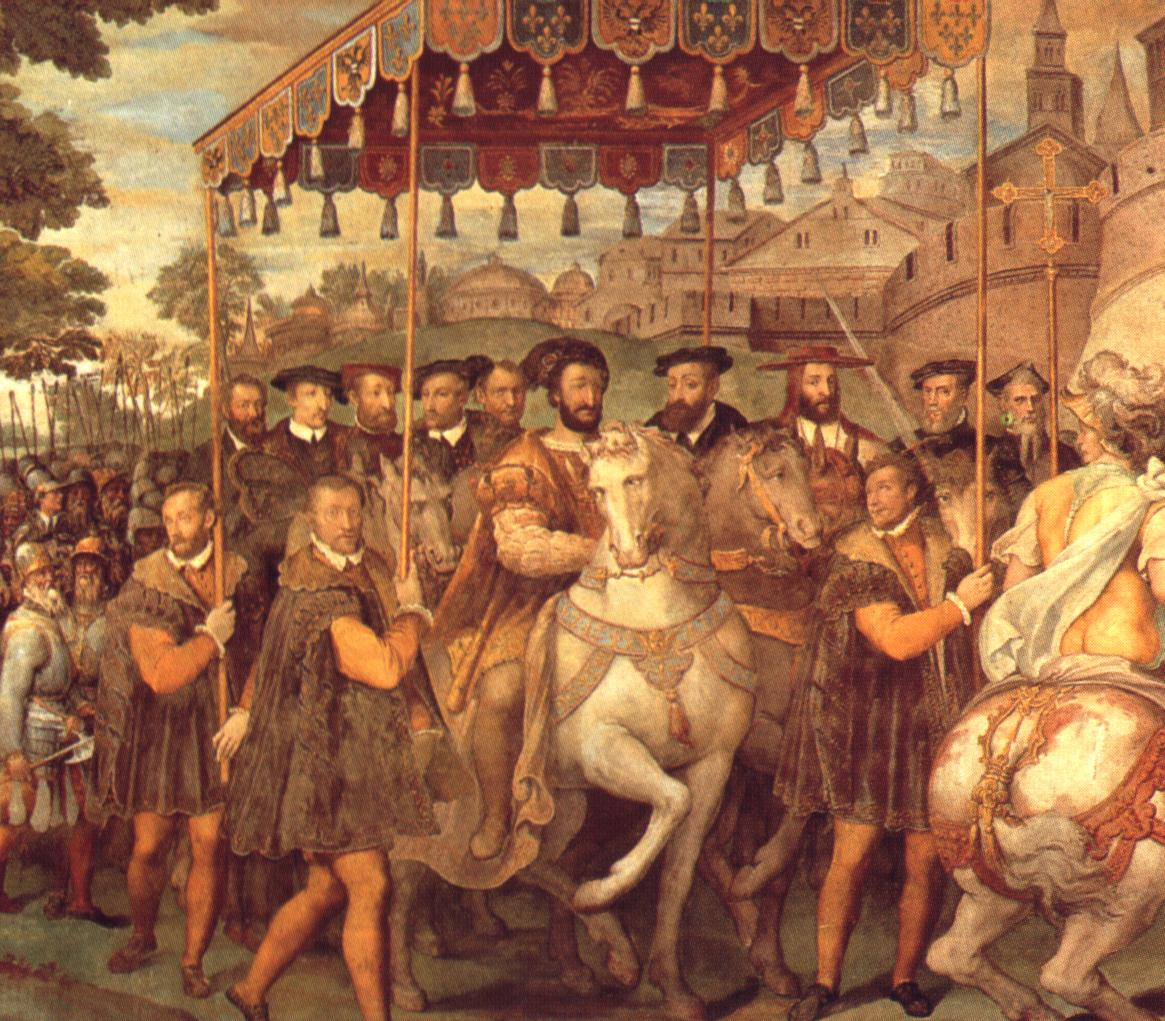
Carlos y Francisco entran en París en el camino a Gante.

El 17 de agosto de 1539, varios gremios — que incluían los molineros, los zapateros, los forjadores y los constructores de buques — exigieron el derecho de elegir sus propios decanos, que fue prohibido por el Calfvel, y el detención de los concejales de la ciudad, que creían que habían capitulado a las demandas de María contra sus deseos. Durante los días siguientes, se armaron y se apoderaron de la ciudad, forzando a los regidores de la ciudad a huir o ser encarcelados. El 21 de agosto ellos formaron un comité de nueve hombres para administrar la ciudad. Un concejal retirado llamado Lieven Pyn fue ejecutado el 28 de agosto en parte por supuestamente haber manipulado documentos que legitimaron la autonomía de Gante. El 3 de septiembre, el pergamino sobre el que se firmó el impopular edicto de 1515 fue desgarrado ceremonialmente.
Como señal de su buena fe, Francisco le dijo a Carlo que Gante se había ofrecido a desertar. Viendo que el rey francés era cooperativo, Carlos decidió que era hora de suprimir la rebelión personalmente. Carlos solicitó el paso a través del territorio francés, que Francisco concedió. Carlos no quería navegar a Flandes porque temía que los ingleses tratarían de capturarlo en el Canal de la Mancha. Carlos salió de España con un séquito de alrededor de cien personas. Carlos se trasladó por Francia durante el invierno de 1539. Se reunió con Francisco en Loches el 12 de diciembre, que lo escoltó a París. Carlos llegó a Valenciennes en enero, donde se reunió con su hermana María, así como una delegación de Gante. Carlos les advirtió que daría ejemplo con Gante.
Carlos llegó a sus territorios borgoñones a finales de enero. Se reunió con las tropas que había convocado de Alemania, España y los Países Bajos. Carlos llegó a Gante el 14 de febrero con un ejército de unos 5.000 soldados. La ciudad no ofreció resistencia cuando entró.

## Secuelas

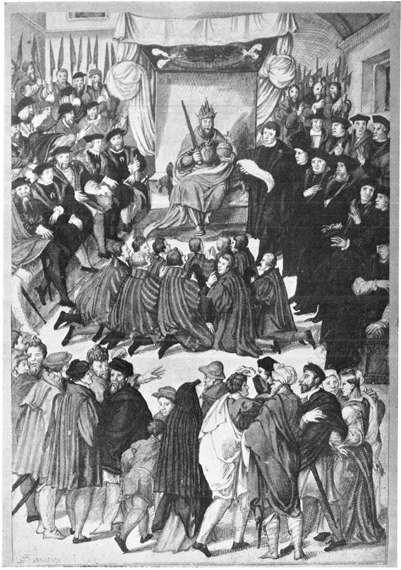
Los humillados líderes rebeldes piden a Carlos misericordia.

Los líderes de la revuelta fueron arrestados, de los cuales 25 fueron ejecutados. El resto fueron humillados: El 3 de mayo, marcharon  por los calles desde el ayuntamiento hacia el palacio de Carlos, el Prinsenhof. La procesión consistía en todos los sheriffs, oficinistas, oficiales y 30 nobles de la ciudad vestidos con capas negras y descalzos; 318 miembros del gremio y 50 tejedores, también vestidos con túnicas negras; y 50 jornaleros vestidos con camisas blancas con sogas de ahorcado al cuello. El lazo de verdugo simbolizaba que merecían la muerte. En el Prinsenhof, fueron obligados a pedir clemencia a Carlos y María.
Una multa de 8.000 florines se impuso a la ciudad. A finales de abril, Carlos decretó una nueva constitución, la Concessio Carolina, que despojó Gante de todas sus libertades legales y políticas medievales, así como de todas sus armas. Los tejedores y otros 53 gremios excepto los cargadores y los carniceros fueron despojados. La antigua abadía de San Bavón y su iglesia del Santo Salvador fueron demolidas para dar paso a una nueva fortaleza, el Spanjaardenkasteel («el castillo español»), que albergaba una guarnición permanente. Ocho de las puertas de la ciudad y partes de sus muros fueron demolidos. Los concejales de la ciudad serían seleccionados por los magistrados designados por los representantes de Carlos. Carlos ordenó la reducción de los festivales que fomentaron el orgullo cívico de la ciudad. El reloj de trabajo en el campanario fue derribado, porque fue un símbolo de desafío político, ya que se había utilizado para convocar a las asambleas de trabajadores a la Vrijdagmarkt (la plaza principal de la ciudad).

## Legado
Desde este incidente la gente de Gante ha tomado el sobrenombre stropdragers («portasogas»). Cada verano durante las Fiestas de Gante, el Gremio de portasogas conmemora la revuelta desfilando por las calles vestidas con camisas blancas con sogas alrededor del cuello. La soga también se ha convertido en un símbolo informal de Gante.
|  |  |